# Gare de Russin
La gare de Russin est une gare ferroviaire située dans la commune de Russin, dans le canton de Genève. Elle a été ouverte lors de la mise en service de la ligne de chemin de fer Lyon-Perrache à Genève.

## Situation ferroviaire
Établie à 378 mètres d'altitude, la gare de Russin est située au point kilométrique (PK) 155,000 de la ligne de Châtelaine (bif) à la frontière vers Bellegarde entre les gares de La Plaine et Satigny.

## Historique
Comme pour la gare de Genève, de Vernier-Meyrin Cargo, La Plaine et de Satigny, la gare de Russin est construite en 1857 par la compagnie de chemin de fer de Lyon à Genève qui fusionnera avec la Compagnie PLM (Paris-Lyon-Marseille), selon les plans de l'architecte Raymond Grillot et correspond au modèle-type aux maisons des gardes barrières de la ligne, c'est-à-dire une construction en maçonnerie sur deux niveaux avec l'appartement de fonction. 
La ligne de chemin de fer de Lyon à Genève est inaugurée le 16 mars 1858 et deux jours plus tard suit l'ouverture à l'exploitation commerciale. Cette ligne de chemin de fer est la première à desservir la gare de Genève, et dès le début, elle est construite à double voie. Elle est électrifiée en 1956 selon les normes françaises, soit sous une tension de 1 500 V à courant continu. Bien que desservie par la SNCF, la ligne Genève − La Plaine est nationalisée en 1913, après la création des CFF. En 2012-2013, d'importants investissements sont réalisés pour réélectrifier la ligne en 25 kV 50 Hz.
D'autres arrêts sont également construits : celui de Meyrin Vieux-Bureaux ainsi que l'arrêt Cointrin. De août 2018 à fin 2019, la gare est rénovée dans le cadre du Léman Express, avec des quais rallongés et rehaussés pour faciliter l'accès aux personnes à mobilité réduite.

## Service des voyageurs

### Accueil
La gare est composée de deux quais latéraux encadrant les deux voies reliés entre eux par un passage souterrain, ou via le passage à niveau, et accessible par le Chemin des Christophes.

### Desserte
La gare est desservie par les trains Léman Express L5 et L6 reliant les gares de Genève-Cornavin à respectivement celles de La Plaine et Bellegarde (France).
Les anciennes appellations commerciales françaises et suisses sont abandonnées au profit de Léman Express et des indices de lignes définitifs dès le 9 décembre 2018 : L5 (Genève-La Plaine) et L6 (Genève-Bellegarde).

### Intermodalité
La gare n'offre aucune correspondance avec les transports en commun.